# MRF Challenge
De MRF Challenge is een raceklasse in het formuleracing met de basis in India. Het kampioenschap wordt georganiseerd door de Madras Motor Sports Club.
Het kampioenschap is een winterkampioenschap, dat wordt gehouden tussen de maanden oktober en februari. Het kampioenschap is gericht op jonge coureurs. Er worden twee kampioenschappen verreden. Het eerste kampioenschap is een Formule 2000-kampioenschap met een 2.0-liter motor van Renault, waar het grootste deel van de coureurs niet uit India komt. Het tweede kampioenschap is een Formule 1600-kampioenschap met een 1.6-liter motor van Ford, waar enkel coureurs uit India meedoen.
Oorspronkelijk werden de races alleen in India gehouden, maar in recente seizoenen werden ook races gehouden in andere landen in het Midden-Oosten, zoals Bahrein, Qatar en de Verenigde Arabische Emiraten. Ook heeft het kampioenschap verschillende races georganiseerd in het voorprogramma van grote kampioenschappen, zoals de Formule 1 en het FIA World Endurance Championship.

## Kampioenen

### MRF Challenge Formule 2000
| Seizoen   | Kampioen              | Tweede           | Derde               |
| --------- | --------------------- | ---------------- | ------------------- |
| 2012-2013 | Conor Daly            | Jordan King      | Luciano Bacheta     |
| 2013-2014 | Rupert Svendsen-Cook  | Tio Ellinas      | Arthur Pic          |
| 2014-2015 | Toby Sowery           | Ryan Cullen      | Raj Bharath         |
| 2015-2016 | Pietro Fittipaldi     | Tatiana Calderón | Nikita Troitskiy    |
| 2016-2017 | Harrison Newey        | Joey Mawson      | Mick Schumacher     |
| 2017-2018 | Felipe Drugovich      | Presley Martono  | Rinus van Kalmthout |
| 2018-2019 | Jamie Chadwick        | Max Defourny     | Patrik Pasma        |
| 2019-2020 | Michelangelo Amendola | Dylan Young      | Josh Mason          |

### MRF Challenge Formule 1600
| Seizoen | Kampioen       | Tweede                | Derde           |
| ------- | -------------- | --------------------- | --------------- |
| 2015    | Gautham Parekh | Karthik Tharani Singh | Arjun Narendran |